# الیور براون (بازیکن فوتبال)
الیور براون (انگلیسی: Oliver Brown; ۱۰ اکتبر ۱۹۰۸ – ۱۹۵۳ (۴۴−۴۵ سال)) بازیکن فوتبال اهل بریتانیا بود.
از باشگاه‌هایی که در آن بازی کرده‌است می‌توان به باشگاه فوتبال برایتون اند هوو آلبیون، باشگاه فوتبال ناتینگهام فارست، باشگاه فوتبال نوریچ سیتی، و باشگاه فوتبال وستهام یونایتد اشاره کرد.